# Kleine Germanen
Kleine Germanen ist ein deutscher, teil-animierter Dokumentarfilm von Mohammad Farokhmanesh und Frank Geiger. Der Film beschäftigt sich mit Kindern, die in einem demokratiefeindlichen Umfeld aufwachsen und nach dogmatischen Prinzipien rechtsextremer Ideologie erzogen werden, und startete am 9. Mai 2019 in den deutschen Kinos.

## Inhalt
Der Film besteht aus einer Kombination aus Interviews mit rechten Familien, Experten und der Geschichte von Elsa, einer Aussteigerin aus dem rechten Umfeld. Ihre Geschichte wird zur Wahrung der Anonymität als Animation erzählt und zieht sich als „roter Faden“ durch den Film.
Als kleines Mädchen ist Elsa mit ihrem Großvater, einem ehemaligen SS-Soldaten, aufgewachsen und wurde von ihm mit rechtsradikalen Gedanken indoktriniert. Dies prägt ihr gesamtes Leben. Später heiratet sie einen Neonazi, wird gegen Asylbewerber gewalttätig und schafft letztlich den Ausstieg aus der rechten Szene, nachdem ihr gewalttätiger Ehemann verhaftet wird.
Die Animationssequenzen wechseln sich mit Interviews mit Rechtsextremismusexperten wie Bernd Wagner und Andreas Peham und Interviews mit Persönlichkeiten der Neuen Rechten wie Götz Kubitschek, Ricarda Riefling und Martin Sellner ab.

## Protagonisten
| Name              | Position                                        |
| ----------------- | ----------------------------------------------- |
| Elsa              | Aussteigerin, anonym                            |
| Alexander Lingner | Aussteiger aus rechter Szene                    |
| Götz Kubitschek   | Verleger, Publizist, Aktivist der neuen Rechten |
| Ellen Kositza     | Journalistin, Publizistin der neuen Rechten     |
| Michaela Köttig   | Sozialwissenschaftlerin                         |
| Sigrid Schüssler  | Aktivistin der neuen Rechten                    |
| Martin Sellner    | Sprecher der Identitären Bewegung Österreich    |
| Ricarda Riefling  | ehemaliges Vorstandsmitglied der NPD            |
| Bernd Wagner      | Kriminalist, Rechtsextremismusexperte           |
| Hartmut Gutsche   | Integrationsexperte                             |
| Andreas Peham     | Rechtsextremismusforscher                       |
| Verena Fabris     | Leiterin der Beratungsstelle Extremismus        |

## Produktion
Die Geschichte von Elsa basiert auf einem Interview, das die Produzenten mit einer anonymen Aussteigerin führten. Kontakt zu ihr wurde über die Organisation EXIT hergestellt.
Die Animation wurde gewählt, da es nicht möglich war, dokumentarisch mit echten Kindern zu drehen. Technisch wurden die Szenen mit Schauspielern im Motion-Capture-Verfahren aufgenommen und im Nachhinein digital übermalt.

## Rezeption
Am Startwochenende ist der Film in 57 Kinos gestartet und wurde nach Start von über 500 Schulen und Bildungseinrichtungen angefragt.

### Presse
In der deutschen Presse wurde der Film unterschiedlich aufgenommen, so wurde zum einen das brisante Thema gelobt, gleichzeitig aber auch die technischen Mittel kritisiert.
Filmstarts.de lobt, dass die Regisseure „den Finger in eine klaffende Wunde [legen] und […] so auf ein Problem aufmerksam“ machen und sieht die Stärken in der Animationsgeschichte, kritisiert aber auch die technische Umsetzung. Die Stuttgarter Zeitung empfindet die Animationsgeschichte hingegen als belehrend und sieht die Stärken des Films in den authentischen Interviews mit Persönlichkeiten der rechten Szene.

### Festivals
Kleine Germanen feierte seine Weltpremiere auf dem CPH:DOX 2019 und war in der Vorauswahl des Deutschen Filmpreises 2019.
Des Weiteren lief der Film auf folgenden Festivals:
- Deutscher Dokumentarfilmpreis 2020 – nominiert[9]
- DOKVille Stuttgart[10]
- Giffoni Film Festival – nominiert[11]
- International Film Festival WATCH DOCS (Warschau)[12]
- Peace Film Festival (Pyeongchang)[13]
- SWR Dokufestival[14]
- Ji.hlava International Documentary Film Festival (Prag) – nominiert[15]
- Tydzien Filmu Niemieckiego (Krakau)[16]